# 脊额阎甲属
脊额阎甲属（学名：Lewisister）为阎甲科的一个属。

## 下属物种
本属包括以下物种：
- 脊额阎甲 Lewisister excellens Bickhardt, 1912
- Lewisister masumotoi Ho & Ohara, 2022